# Racines coréennes
 (janvier 2014).
Racines coréennes est une association regroupant des Français adoptés d'origine coréenne et des personnes s'intéressant à la Corée. Elle a étendu ses activités à l'adoption en France en général. 

## Présentation générale
Comptant 180 membres, dont un tiers en province, "Racines coréennes" est une association loi 1901 à but non lucratif, à caractère humanitaire et culturel, créée en 1995 par des Français adoptés d'origine coréenne afin de leur faire partager leur expérience. 
L'association est membre de l'International Korea Adoptee Associations.
Elle définit comme suit ses objectifs : "être un lieu de rencontres et de convivialité entre Français adoptés d´origine coréenne et tous ceux qui s´intéressent à la Corée, et de favoriser la découverte de la culture coréenne" . 
"Racines coréennes" publie un journal trimestriel interne, Hamkae ("Ensemble"), accessible sur le site de l'association.

## Responsables
Les membres fondateurs de l'association ont été Yolaine Cellier (présidente), Marie Franville (secrétaire), Guillaume Goullin (trésorier) et Karine Grijol.
"Racines coréennes" est actuellement présidée par Céline Ristors.

### Présidents successifs
- 1995-1996 : Yolaine Cellier
- 1996 – 1998 : Michel Zimanski
- 1999-2000 : Anne-Sophie Morisset
- 2001-2003 : Hervé Peyre
- 2004-2006 : Kim Linard
- 2007-2012 : David Hamon
- 2012-2015 : Hélène Charbonnier
- 2015-2018 : Sébastien Leroux
- 2018-2019 : David Combes
- 2020-2021 : Nicolas Masson
- 2021-2023 : Céline Ristors
- 2024 : Laurent Dumoulin

## Activités

### Travaux sur l'adoption

#### Adoptés d'origine coréenne
Conformément à sa vocation d'être un lieu d'échanges d'expérience entre les adoptés d'origine coréenne, l'association organise des déjeuners mensuels à Paris, mais aussi en province.
Elle propose chaque année un voyage en Corée du Sud, au printemps et en été, ouvert en priorité aux adoptés d'origine coréenne et à leurs conjoints.
L'association a organisé un webinar d'aide et de conseils à la recherche de ses origines, s'appuyant sur la réorganisation des Services Post Adoption en Corée du Sud et des nouvelles réglementations ayant été instaurées ces dernières années comme l'éligibilité des adoptés coréens au visa F-4 et la possibilité de récupérer sa nationalité coréenne sous certaines conditions .
« Racines coréennes » a également renforcé ses liens avec les associations d'adoptés présentes en Corée du Sud, notamment avec GOA'L, KoRoot et NestKorea 
L'association est aussi impliquée dans les travaux de la Mission de l'Adoption Internationale (M.A.I.). Elle participe au colloque annuel de la M.A.I. et suit de près les discussions organisées par la Convention de la Haye, notamment en préparation de la Commission Spéciale de 2021 à laquelle participera la M.A.I.
Des liens ont aussi été établis entre 'Racines Coréennes' et 'Enfance & Famille d'Adoption' (EFA). Le but premier est de conseiller et sensibiliser les futurs parents adoptifs aux situations qu'ils seraient à même de rencontrer avant et après l'adoption d'un enfant, en apportant des témoignages d'adoptés.

### Activités culturelles
"Racines coréennes" organise des manifestations culturelles pour faire connaître la culture coréenne (concerts, cours de langue , voyages en Corée ...).
L'association participe également à la rencontre sportive annuelle de la communauté coréenne d'Ile de France, où se réunissent des adoptés coréens, des coréens vivant en France et toutes les personnes désireuses de partager un moment de convivialité autour du sport. Cet événement annuel est organisé par l’Association des résidents coréens de France.
La célébration des fêtes traditionnelles coréennes représente une part importante de l'activité de l'association à l'occasion notamment de la plus importante des fêtes coréennes, seollal, le nouvel an lunaire.
L'association dispose de deux antennes régionales, l'une à Lyon, l'autre à Toulouse.
Loin d'oublier les autres membres de 'Racines Coréennes' situés un peu partout en France, voire à l'étranger, l'association organise des Visio-Apéros une fois par mois, permettant à tous ceux qui le souhaitent de rejoindre un plateforme de vidéo conférence et de partager un moment chaleureux, tout en discutant de sujets liés ou non à la Corée.

### Activités passées notables

#### Actions humanitaires
"Racines coréennes" est venu en aide aux établissements sud-coréens qui accueillent des enfants non adoptables ou handicapés.
Elle a également participé à la collecte de dons pour la Corée du Nord après la catastrophe ferroviaire de Yong Cheun.

#### Activités sur l'adoption en général
Son président représente, depuis 2002, les associations de personnes adoptées au sein du Conseil supérieur de l'adoption placé auprès du ministre chargé de la famille. De nombreux travaux ont été réalisés comme l'accès aux origines personnelles en collaboration avec le ministère chargé de la santé. De nos jours, le Conseil supérieur de l'adoption existe toujours mais n'est plus actif.